# Secrétariat d'État à la Fonction publique (Espagne)
Le secrétariat d'État à la Fonction publique d'Espagne (en espagnol : Secretaría de Estado de Función Pública) est le secrétariat d'État chargé des personnels de l'administration centrale et déconcentrée entre 2009 et 2011 puis entre 2016 et 2020 et de nouveau à partir de 2021.
Il relève du ministère de la Transformation numérique et de la Fonction publique.

## Missions

### Fonctions
Le secrétariat d'État à la Fonction publique est l'organe supérieur du ministère de la Transformation numérique et de la Fonction publique auquel il revient de proposer et mettre en œuvre la politique gouvernementale en matière d'administration publique et d'administration numérique, de fonction publique et d'emploi public, de gouvernance publique, d'organisation, procédures et inspection des services de l'Administration générale de l'État, de régime d'incompatibilités et des conflits d'intérêts des membres du gouvernement et hauts-fonctionnaires, de sélection et formation des employés publics et de la protection sociale des fonctionnaires civils de l'État.
Il est également chargé de la coordination de la politique de personnel entre les différentes administrations publiques, des relations avec les organisations syndicales en matière de fonction publique et de la coordination, impulsion et gestion des affaires à dimension internationale en matière de fonction publique.

### Organisation
Le secrétariat d’État s'organise de la manière suivante :
- Secrétariat d'État à la Fonction publique (Secretaría de Estado de Función Pública) ;
  - Secrétariat général de l'Administration numérique ;
    - Sous-direction générale de la Planification et de la Gouvernance de l'Administration numérique ;
    - Sous-direction générale de l'Appui à la numérisation de l'administration ;
    - Sous-direction générale des Infrastructures et des Opérations ;
    - Sous-direction générale des Services numériques pour la gestion ;
    - Sous-direction générale du Budget et de l'Achat TIC ;

  - Direction générale de la Fonction publique ;
    - Sous-direction générale de la Planification des Ressources humaines et des Rétributions ;
    - Sous-direction générale de la Gestion des ressources humaines ;
    - Sous-direction générale du Régime juridique ;
    - Sous-direction générale des Données pour l'emploi public ;
    - Sous-direction générale des Relations du travail ;
    - Sous-direction générale des Relations avec les autres administrations ;
    - Sous-direction générale du Secteur public institutionnel ;

  - Direction générale de la Gouvernance publique ;
    - Sous-direction générale de l'Organisation et des Procédures ;
    - Sous-direction générale de l'Inspection générale et du Conseil ;
    - Sous-direction générale de la Transparence et des Services aux citoyens ;
    - Sous-direction générale des Données pour la gouvernance publique ;
    - Sous-direction générale du Gouvernement ouvert ;

  - Bureau des conflits d'intérêts ;
    - Sous-direction générale du Régime des hauts responsables ;
    - Sous-direction générale du Régime des incompatibilités des employés publics ;

  - Mutuelle générale des fonctionnaires civils de l'État (MUFACE) ;
  - Institut national de l'Administration publique (INAP) ;
  - Conseil de la Transparence et du Bon gouvernement.

## Titulaires
| Titulaire                                                                            | Titulaire                    | Début      | Fin         | Parti | Ministre de rattachement                        |
| ------------------------------------------------------------------------------------ | ---------------------------- | ---------- | ----------- | ----- | ----------------------------------------------- |
|                                                                                      | Carmen Gomis                 | 28/04/2009 | 27/02/2010  | Sans  | María Teresa Fernández de la Vega               |
|                                                                                      | Consuelo Rumí                | 27/02/2010 | 24/12/2011  | PSOE  | María Teresa Fernández de la Vega Manuel Chaves |
| Secrétariat d'État aux Administrations publiques (2011-2016)                         |                              |            |             |       |                                                 |
|                                                                                      | Elena Collado Martínez       | 12/11/2016 | 19/06/2018  | PP    | Cristóbal Montoro                               |
|                                                                                      | José Antonio Benedicto Iruiñ | 19/06/2018 | 22/01/2020  | PSOE  | Meritxell Batet                                 |
| Secrétariat d'État à la Politique territoriale et à la Fonction publique (2020-2021) |                              |            |             |       |                                                 |
|                                                                                      | Lidia Sánchez Milán          | 28/07/2021 | 10/01/2024  | PSOE  | María Jesús Montero José Luis Escrivá           |
|                                                                                      | Clara Mapelli Marchena       | 10/01/2024 | En fonction | Sans  | José Luis Escrivá                               |